# Брейниак
Брейниак (англ. Brainiac) — персонаж, суперзлодей из комиксов, издаваемых DC Comics, впервые появившийся в Action Comics № 242 (июль 1958 года). Был создан Отто Байндером и Элом Пластино.
Внеземной андроид (в большинстве случаев) Брейниак — один из основных противников Супермена, ответственный за уменьшение и кражу Кандора, столицы Криптона, родной планеты Супермена. За счёт сложных сюжетных линий, включающих путешествия во времени, клонирование и переосмысление Вселенной DC, было несколько версий Брейниака. Большинство версий Брейниака выглядит как зеленокожий гуманоид.
Имя персонажа происходит от жаргонного слова «гений» (иногда «мозголом»). Само слово является словослиянием слов «мозг» и «маньяк» (англ. brain + maniac). Также имеет место связь с ЭНИАКом, одним из ранних компьютеров. В 2009 году был на 17 месте в списке лучших злодеев в истории комиксов по версии IGN.

## История публикаций

### Серебряный век
Впервые Брейниак появился в комиксе Action Comics № 242 (июль 1958 года), тогда он был лысым зеленокожим гуманоидом, прибывшим на Землю и уменьшившем несколько городов, включая Метрополис, и поместившем их в банки, надеясь восстановить с их помощью Бриак, планету, которой он правит. Он защитил себя от Супермена с помощью ультрасилового барьера, через который Супермен не смог пробиться. После этого он впал в анабиоз для путешествия обратно на его планету. Супермен смог выбраться из бутылки, после чего вернулся на Землю и восстановил города в их прежнем размере. Позже Брейниак снова появился и угрожал уничтожить Землю, если только Лоис Лейн или Лана Лэнг не войдут на склад, который вот-вот должен взорваться. В тот день Супермен должен был быть в другой Галактике. Однако Супермен дал двоим свои суперспособности (временно), что позволило им пережить взрыв. Несмотря на обман, Брейниак не уничтожил Землю.
Наследие Брейниака было раскрыто в Action Comics № 276 (май 1961 года) в истории Легиона Супергероев. Эта история представляет читателю зеленокожего светловолосого подростка по имени Куирл Докс, или Брейниак 5, заявлявшего, что он потомок Брейниака из XXX века. В отличие от своего предка, Брейниак 5 использовал «интеллект 12 уровня» для добра и присоединился к Легиону вместе с Супергёрл, в которую влюбился. Его родная планета называлась Йод или Колу.
В комиксе Superman № 167 (февраль 1964 года) было объяснено, что Брейниак был машиной, созданной Тиранами Колу как шпион для вторжения в другие миры, для чего ему было дано некомпьютерное воплощение. Лютор обнаружил, что Компьютеры могли дать ему интеллект двенадцатого уровня, но дали ему лишь десятого уровня, такой же как у них, чтобы он не смог попытаться превзойти их. Лютор освобождает Брейниака из тюрьмы другого мира и улучшает его интеллект, однако имплантирует таймер, который позволил бы выключить его в любой момент, чтобы Брейниак не предал его, и только Лютор может сбросить таймер, иначе он взорвётся. Однако Брейниак обманывает Лютора, сделав устройство, чтобы загипнотизировать Брейниака, и тот удалил таймер и забыл о том, что он компьютер. Появление же Брейниака 5 было объяснено тем, что биологическая маскировка Брейниака включала приёмного «сына», подростка с Колу, которому было дано имя Брейниак 2. В том же выпуске в записи от редакторов был сделан специальный анонс, объясняющий, что изменение в характеристике Брейниака было сделано «из уважения» к «Компьютерному Набору Брейниака», игрушечному компьютеру, созданному Эдмундом Бёркли, который предшествовал созданию персонажа комикса.
Мальчик, чьё имя было Врил Докс, возглавил восстание против Компьютера Тиранов, в конце концов уничтожив их. Брейниак увидел монумент, посвящённый этому событию, когда навестил мир. В этой истории Брейниак впервые появился с отличительной сетью красных диодов на голове, которые позже были объяснены как «электрические терминалы его сенсорных нервов». Эта черта останется при нём в течение 1960-х и 1970-х годов.

#### XXX век (До Кризиса)
В некоторый неопределённый момент времени Брейниак отправился в 30-е столетие. Развив способность поглощать и манипулировать огромным количеством звёздной энергии, он переделал себя как «Пульсар Старгрейв». Он стал могущественным противником Легиона Супергероев и однажды маскировал себя, как биологического отца Брейниака 5. В нынешнем варианте связь Брейниака с Пульсаром Старгрейвом является открытым вопросом, ответа на который не знает даже Брейниак 5.

### Бронзовый век

Роботическое воплощение Брейниака, из Action Comics № 544. Рисунок Эда Ханнигана.

В 1980-х годах DC Comics попыталось переопределить несколько аспектов серии Superman, чтобы подстегнуть падающие продажи. Одновременно с приобретением зелёно-пурпурного костюма Лексом Лютором внешний вид Брейниака также был пересмотрен (под покровительством Марва Вольфмана). В Action Comics № 544 (июнь 1983 года) Брейниак сконструировал огромную искусственную планету и использовал её в своей последней попытке уничтожить Супермена; его поражение от рук Человека из стали оставило его заточённым в центре этой планеты, неспособного сбежать. Он был вынужден заставить звезду неподалёку взорваться, превратившись в нову, чтобы уничтожить планету и воссоздать свою форму. Его новое тело (дизайна Эда Ханнигана) отдалённо напоминает скелет из металла с серым (иногда радужным) «мозговым ящиком» (англ. braincase), состоящим из сот (похожих на пчелиные). Он также создал звездолёт, чтобы вмещать своё новое тело, фактически являющийся расширением его самого. Звездолёт был похож на его голову, с металлическими щупальцами, выходящими из него, которыми он мог манипулировать. Брейниак продолжал появляться в этой форме вплоть до Кризиса на Бесконечных Землях.

### The New 52
Брейниак (упоминающийся сначала как «Коллекционер Миров») изначально появился как таинственный информатор, снабжающий Лекса Лютора информацией о Супермене. Кларк видит сон о последних моментах Криптона, в котором искусственный интеллект, контролирующий планету, пробуждает роботов в попытке сохранить Криптонианскую культуру.
В то же время Джон Корбен, недавно получивший последние улучшения для его трансформации в Металло, неожиданно стал одержим искусственным интеллектом, который требует Супермена. Роботы создали хаос в Метрополисе, но Супермен вскоре осознал, что они на самом деле за ним. Супермен побеждает одержимого Металло с помощью Джона Генри Айронса.
Хотя они смогли одолеть его, инопланетный разум успел уменьшить и спрятать в бутылку Метрополис, а также взять его на свой космический корабль. Супермен отправляется на корабль, где обнаруживает и другие города в банках, в том числе Кандор. Инопланетянин называет себя существом с планеты Колу, где он был известен как C.O.M.P.U.T.O., а на Криптоне был известен как Брейниак 1.0. Он заявляет, что без Супермена и корабля, который принёс его на Землю, его Криптонианская коллекция не завершена. Для этого Супермен должен пройти тест — в двух банках с городами (Метрополисом и Кандором) Брейниак отключил жизнеобеспечение, и Супермену нужно сделать выбор, какой город спасти, защитив его с помощью Криптонианской ткани, которая есть у Брейниака.
Супермен отказывается сделать выбор и использует свой плащ (сделанный из Криптонианской ткани). Брейниак отправляет против Супермена Металло, но Супермен напомнил Металло о его любви к Лоис Лейн, и тот освобождается от контроля Брейниака и присоединяется к Супермену в атаке на Брейниака. Супермен затем использует ракету с Криптона, которая также была уменьшена с Метрополисом, чтобы атаковать разум Брейниака, что стало возможно, поскольку ракета была запрограммирована на защиту Кал-Эла. Вследствие этого Метрополис был возвращён на Землю и Супермен завладел кораблём Брейниака и сделал его своей новой суперцитаделью.
Примечательно, что корабль, в котором Кларк был отправлен на Землю, описывается как имеющий «Брейниак ИИ», что оставляет личность Коллекционера Миров под сомнением. Колония Коллекционера Миров рассказала Супермену, что эта технология ИИ была известна под разными именами, начиная с C.O.M.P.U.T.O. на Йод-Колу. На Номе он назывался Пнеуменоид; на Брайаке — Разум2; на Криптоне — Брейниак 1.0; и, наконец, на Земле он зовётся Интернет.

## Силы и способности
Брейниак обладает «интеллектом 12-го уровня», что включает вычислительную способность, расширенную память и продвинутое понимание механической инженерии, биоинженерии, физики и других теоретических и прикладных наук, а также знание различных инопланетных технологий. Персонаж создавал различные устройства, такие как пояс силового поля и уменьшающий луч, способный уменьшать города. Ментальные способности Брейниака позволяют ему управлять другими, поглощать информацию других существ, передавать их сознания, создавать и манипулировать компьютерными системами, дублировать себя и вызывать силы, чтобы путешествовать и контролировать пространство и время.
После редизайна Джона Бирна персонаж стал обладать телепатией и телекинезом, которые позже были улучшены имплантатами. Самая последняя версия Брейниака (живой Колуанец, использующий андроидные «зонды») показала себя способной имитировать суперспособности Супермена и других криптонианцев, некоторую форму смены облика, но при этом она уязвима для бактериальных инфекций, когда находится за пределами контролируемой среды обитания — на его корабле и в его камере заключения.

## Другие версии
Персонаж был описан в различных историях за пределами привычной реальности DC, например one-shot JLA: Earth 2, где он не робот, а органическое существо — тем не менее злодей, обманувший Лигу справедливости и Синдикат преступности Америки, заставив их поменяться реальностями, что привело к их заключению в реальности, где они не могут победить. Однако всё это привело к тому, что он всё равно был побеждён Синдикатом, когда Лига справедливости ушла добровольно, чтобы Синдикат смог вернуться вовремя. В серии Amalgam Comics, совместном предприятии между DC и Marvel Comics, читателям был представлен персонаж Галактиак, комбинация Брейниака и злодея Marvel Галактуса. Брейниак также появился в комиксе The Dark Knight Strikes Again, где он объединился с Лексом Лютором и шантажировал нескольких супергероев, чтобы те подчинялись ему, пока не был разрушен Карой, кузиной Супермена и народом Кандора. Также Брейниак появлялся в Superman: Red Son, JLA: Shogun of Steel и в романе Кевина Джей Андерсона The Last Days of Krypton.

### Бизарро Брейниак
Бизарро #1 создал этого допельгангера Брейниака для жизни в Мире Бизарро. После того как Брейниак уменьшил город Кандор, его Бизарро-версия почувствовала вызов сделать противоположное и увеличила город в Антарктиде, создав Большой Город.

### Flashpoint
В альтернативной временной линии события Flashpoint Брейниак — правитель Земли 31-го столетия. Он захватил Кид Флэша, поместив его в стазис, но Хот Пурсьют (англ. Hot Pursuit) сумела спасти юного спидстера. Сбежав с базы Брейниака, они придумали план, как вернуться в XXI век. Кид Флэш позволяет Брейниаку снова захватить его и поместить в стазис. Кид Флэш использовал суперскорость в виртуальной реальности, чтобы получить доступ к программам Брейниака и переписать программу безопасности, и Хот Пурсьют напала на Брейниака сзади. Когда они собираются использовать шар с энергией Брейниака, чтобы отправиться в прошлое, Брейниак пронзает Хот Пурсьют и атакует Кид Флэша. Хот Пурсьют разбивает шар и возвращает Киду суперскорость. Он отправляется в XXI век, пообещав себе, что спасёт Хот Пурсьют и всех людей.

## Вне комиксов

### Телевидение
- До-Кризисная зеленокожая версия Брейниака появилась в мультсериале The New Adventures of Superman.
- Брейниак появился в третьем сезоне телесериала Супергёрл. Брейниак 5, в отличие от своего дальнего потомка, выступает на стороне добра и состоит в команде Супергёрл.
- Брейниак появился как член Легиона Судьбы в Challenge of the Super Friends, озвученный Тедом Кэссиди.
- Брейниак также кратко появился в Super Friends, озвученный Стэнли Ральфом Россом.
- Механическая версия Брейниака появилась в Super Friends: The Legendary Super Powers Show, озвученная снова Стэнли Ральфом Россом.
- Брейниак позже появился в одном эпизоде The Super Powers Team: Galactic Guardians, снова озвученный Стэнли Ральфом Россом.
- В мультсериале Superman: The Animated Series Брейниак появился, озвученный Кори Бёртоном. Эта версия персонажа была оценена журналом Wizard как 94-й в списке величайших злодеев.[28]
- Кори Бёртон снова озвучивал Брейниака в одном эпизоде Justice League.
- Появился в кроссовер-эпизоде мультсериала Static Shock, снова озвученный Кори Бёртоном.
- Снова озвученный Кори Бёртоном Брейниак появился в эпизоде мультсериала Justice League Unlimited.
- Появился в сериале Legion of Super Heroes сразу в двух версиях — Брейниак 1.0 и Брейниак 5, опять озвученный Кори Бёртоном.
- В пятом сезоне телесериала «Тайны Смолвиля» появился Брейниак, сыгранный Джеймсом Марстерсом, и ещё несколько раз появлялся в 7,8,10 сезоне.
- Брейниак появляется также в мультсериале Batman: The Brave and the Bold, озвученный Ричардом Макгонаглом.
- Брейниак появился в телесериале «Криптон» как монстр, пожирающий планеты.
- Брейниак появляется как главный злодей во втором сезоне мультсериала «Мои Приключения с Суперменом"

### Фильмы
- Брейниак появился в полнометражном мультфильме «Супермен: Брейниак атакует» (2006 год), озвученный Лэнсом Хенрискеном.
- Хотя Брейниак не появляется в мультфильме «Супермен: Судный день», в нём присутствует статуя в виде его головы в Крепости Одиночества.
- В мультфильме «Сверхновый Супермен» видна статуя в виде до-Кризисной версии Брейниака в Крепости Одиночества.
- Исходно Брейниак должен был стать главным антагонистом фильма «Супермен 3» вместе с Мистером Мксизптлком, однако Warner Bros. отказалась от этого варианта.[29] Также были планы снять Брейниака в пятом фильме франшизы.[30]
- Планировалось появление Брейниака в фильм-проектах Superman Reborn и Superman Lives. Однако позже сценарий был переделан Тимом Бёртоном, а проекты так и не вышли.[31]
- Брейниак рассматривался, наряду с Лексом Лютором, на роль главного антагониста фильма «Человек из стали»,[32] однако место в конечном итоге досталось Генералу Зоду. Хоть Брейниак не появлялся в фильме, но есть отсылки к нему и намек что в будущем он появится в одном из фильмов.
- Брейниак упоминается в фильме «Супермен против Элиты» как съевший город Бостон.
- Брейниак появился в полнометражном мультфильме «Супермен: Непобеждённый» (2013 год), озвученный Джоном Ноублом. На Комик-Коне в Сан Диего 2012 года актриса Молли Куинн подтвердила, что будет озвучивать Супергёрл в мультфильме-адаптации комикса 2008 года Superman: Brainiac, созданного Джеффом Джонсом и Гэри Фрэнком. Было также объявлено, что мультфильм будет выпущен в 2013 году и Джон Ноубл озвучит Брейниака.[33]

### Видеоигры
- Брейниак был финальным боссом в аркадной игре Superman, выпущенной Taito Corporation в 1988 году.
- Был главным антагонистом и боссом в игре Superman компании Sunsoft 1992 года.
- В Superman 64 Брейниак появляется как злодей, босс и даже играбельный персонаж.
- Был в игре Superman: Man of Steel для Sega Master System и Sega Mega Drive главным антагонистом.
- В видеоигре для Xbox Superman: Man of Steel главным антагонистом являлся Брейниак 13.
- Брейниак был главным боссом для Nintendo DS версии игры Superman Retruns 2006 года. В этой игре он сильно отличался от всех других вариаций.
- Персонаж был основным злодеем в видеоигре Justice League Heroes, озвученный Питером Джессопом.
- Кори Бёртон снова вернулся к своей роли Брейниака в игре DC Universe Online, где тот является главным антагонистом.
- Брейниак появляется в игре Lego Batman 2: DC Super Heroes, озвученный Троем Бейкером. Его можно увидеть в финальной сцене наблюдающим за Землёй с орбиты.
- Брейниак является главным антагонистом в игре Lego Batman 3: Beyond Gotham.
- Брейниак является главным антагонистом игры Injustice 2. В режиме истории после победы над своим двойником, он решает отправиться в XXXI век, удивившись своим потенциалом, но сталкивается с Легионом Супергероев.
- Брейниак будет главным антагонистом игры Suicide Squad: Kill the Justice League.

### Книги
- Версия Брейниака, отдалённо напоминающая Брейниака Серебряного века, появляется в The Last Days of Krypton, романе Кевином Джей Андерсоном.[34]
- Брейниак (названный вновь «Коллекционером Миров») появляется в 20 выпуске серии комиксов Young Justice, основанной на шоу.[35][36][37]

### В популярной культуре
- Группа The Dukes of Stratosphear, также известная как XTC, в 1987 году выпустила песню «Дочь Брейниака».
- В списке «исполняющих» песню «The Intro and the Outro» группы The Bonzo Dog Doo-Dah Band написано, что Брейниак играет на банджо.
- В телесериале «Теория Большого взрыва» Леонард пытается впечатлить Пенни, показав ей миниатюрную реплику Кандора, и упоминает реплику Брейниака.
- В телешоу ChalkZone Крейниак ведёт себя схоже с Брейниаком.